# Гажон
Гажон (словен. Gažon) — поселення в общині Копер, Регіон Обално-крашка, Словенія. Висота над рівнем моря: 240,7 м.